# 瑟切萊鄉 (康斯坦察縣)
44°29′0″N 28°39′0″E / 44.48333°N 28.65000°E
瑟切萊鄉（羅馬尼亞語：Comuna Săcele, Constanța），是羅馬尼亞的鄉份，位於該國西南部，由康斯坦察縣負責管轄，面積182平方公里，海拔高度29米，2007年人口2,195，人口密度每平方公里12人。

## 友好城市
- 法國 维尔诺曼底